# Gaspar de Crayer

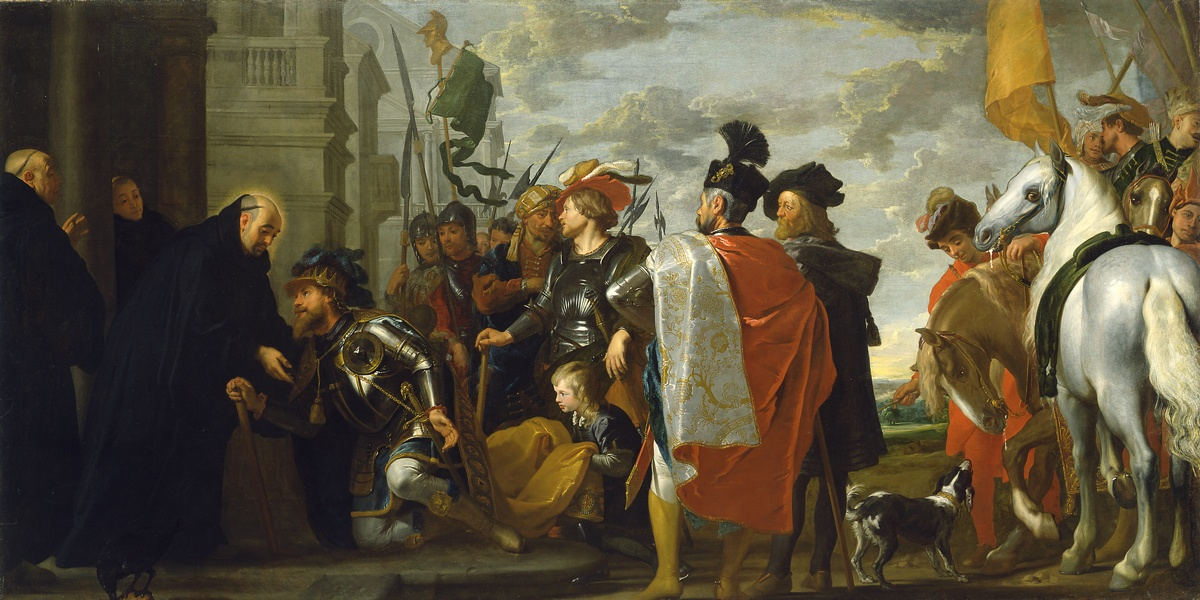
São Benedito recebendo Tótila, Rei dos Ostrogodos

Gaspar de Crayer ou Jasper de Crayer (18 de novembro de 1584 - 27 de janeiro de 1669) foi um pintor flamengo conhecido por seus muitos retábulos e retratos da Contra-Reforma. Era pintor oficial da corte dos governantes dos Países Baixos do Sul.
Filho do também pintor, decorador e comerciante de arte Gaspard de Crayer Primeiro, Gasper nasceu em Antuérpia, atualmente localizada na Bélgica.

## Vida
Nasceu em Antuérpia e estudou com  Raphael Coxie, pintor da corte dos governantes dos Países Baixos do Sul Alberto VII da Áustria e Isabel Clara Eugénia da Áustria.  Tornou-se mestre da Guilda de São Lucas em Bruxelas em 1607. Era amigo do marchand Matthijs Musson (c. 1600–78), que também era seu cliente. Trabalhou em Bruxelas para Alberto VII da Áustria, Isabel Clara Eugénia da Áustria, o Cardeal-Infante Fernando da Áustria e o Arquiduque Leopoldo Guilherme da Áustria. Morreu em Ghent.
Ele era pintor da corte dos governadores do sul da Holanda e trabalhou nas principais cidades da Flandres, como Antuérpia, Amsterdã e Bruxelas.
As primeiras obras de Gaspar de Crayer incluem retratos dos reis da Espanha e os governadores e oficiais espanhóis que viviam nos Países Baixos Espanhóis, bem como membros do conselho da cidade de Bruxelas. 
Um exemplo é o retrato equestre de Don Diego Messia Felipe de Guzmán, que se encontra no Museu Kunsthistorisches, em Viena.
Além disso, desde o início de sua carreira, Crayer recebeu pedidos de retábulos para decorar várias igrejas e mosteiros em torno de Bruxelas. Em 1635 o cardeal infante Ferdinand da Áustria, irmão do rei Felipe IV da Espanha e governador dos Países Baixos espanhóis faz dele o seu primeiro pintor judicial. Mais tarde, trabalhou como pintor do tribunal para o arquiduque Leopold Wilhelm da Áustria.
Ele operou uma grande oficina que produziu retratos de membros das principais classes em Bruxelas, bem como um grande número de retábulos para igrejas na Flandres e no exterior, incluindo a Alemanha e a Espanha. Ele também recebeu em 1647 uma comissão do arquiteto holandês Jacob van Campen para auxiliar na decoração do palácio de Huis ten Bosch. De Crayer também completou comissões para clientes espanhóis, a maior delas era uma comissão para pelo menos 17 imagens de santos, possivelmente destinados ao mosteiro de São Francisco em Burgos. Outro patrono estrangeiro importante foi o governante católico alemão Maximiliano Willibald de Waldburg-Wolfegg, para quem Crayer executou vários grandes retábulos para as igrejas no Palatinado entre 1658 e 1666. 
Crayer casou com Catharina Janssens em 17 de fevereiro de 1613. e trabalhou regularmente na cidade de Ghent, na atual Bélgica, onde produziu retábulos e também desempenhou um papel de liderança na coordenação das decorações monumentais para a Entrada Alegre do Cardeal-Infante em Ghent (1635). 
Em 1664 ele finalmente se mudou para esta cidade onde passou os últimos cinco anos de sua vida. Apesar de sua idade, ele recebeu numerosas encomendas importantes para retábulos. Ele já havia estabelecido uma reputação em Ghent: antes de 1620 ele havia regularmente completado comissões para várias instituições religiosas e seculares da cidade. A fama de Gaspar de Crayer é demonstrada pelo grande papel que lhe foi dado na execução das decorações monumentais para a Entrada Alegre em Ghent do Cardeal-Infante Ferdinand da Áustria em 1635. Entre as numerosas pinturas feitas em Ghent destacam-se o Martírio de St. Blas e as obras que estão na Catedral de São Bavão. 
Em sua grande oficina de Crayer treinou entre 1610 e 1661 um grande número de alunos, incluindo Jan van Cleve, Anselm van Hulle e François Monnaville.

## Obra
Suas primeiras obras seguiam a tendência do século XVI de artistas de Antuérpia tais como Marten de Vos e Hendrik de Clerck. Em 1618, começou a receber influências de Rubens e, mais tarde, de Anthony van Dyck, Ticiano e Paolo Veronese. Em 1647, recebeu convite do arquiteto holandês Jacob van Campen para trabalhar no Palácio de Huis ten Bosch, onde morava o Estatuder Frederico Henrique, Príncipe de Orange, em Haia.
Em seu ateliê, treinou um grande número de artistas entre 1610 e 1661.